# Département de Nueve de Julio (San Juan)
Pour les articles homonymes, voir Département de Nuevo de Julio.
Le département de Nueve de Julio est une des 19 subdivisions de la province de San Juan, en Argentine. Son chef-lieu est la ville de Nueve de Julio.
Le département a une superficie de 185 km2. Sa population s'élevait à 7 652 habitants au recensement de 2001.

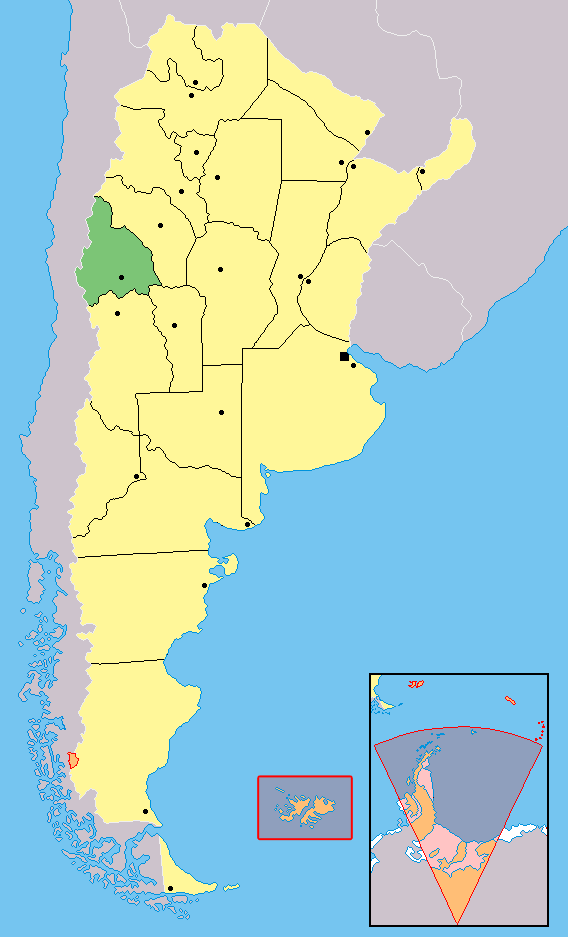
Localisation de la province de San Juan en Argentine